# Central (département)
Pour les articles homonymes, voir Central.
Le département Central (en espagnol : Departamento Central) est un des 17 départements du Paraguay. Son code ISO 3166-2 est PA-11.

## Géographie
Situé au sud-ouest du pays, le département est limitrophe :
- au nord, du département de Presidente Hayes ;
- au nord-est, du département de la Cordillera ;
- à l'est et au sud-est, du département de Paraguarí ;
- au sud, du département de Ñeembucú ;
- à l'ouest, en Argentine, de la province de Formosa ;
- au nord-ouest, du Distrito Capital (ville d'Asuncion).

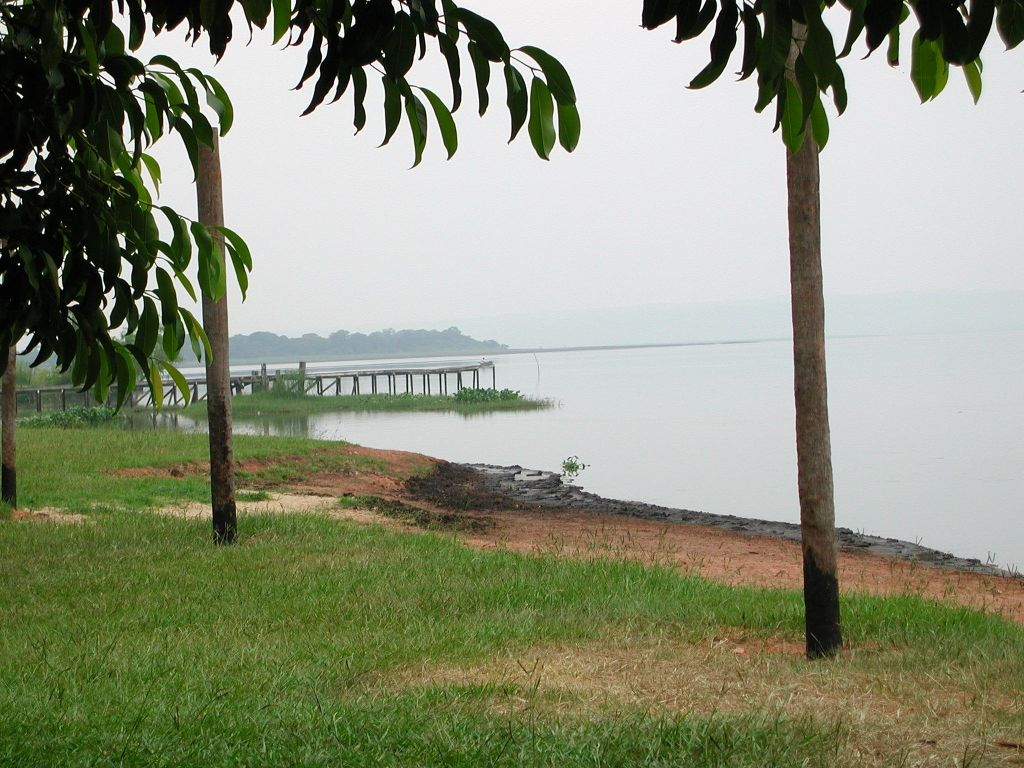
Lac Areguá – Ypacaraí

## Économie
Plus peuplé des départements du pays, c'est aussi le plus industrialisé.

## Subdivisions
Le département est subdivisé en vingt districts :
1. Areguá
2. Capiatá
3. Fernando de la Mora
4. Guarambaré
5. Itá
6. Itauguá
7. Juan Augusto Saldívar
8. Lambaré
9. Limpio
10. Luque
11. Mariano Roque Alonso
12. Ñemby
13. Nueva Italia
14. San Antonio
15. San Lorenzo
16. Villa Elisa
17. Villeta
18. Ypacaraí
19. Ypané